# Palazzo delle Poste (Grosseto)
Le Palazzo delle Poste (« Hôtel des postes ») est un bâtiment de style fasciste située sur la Piazza della Vasca, dans la ville de Grosseto, en Toscane.
Il est considéré comme un exemple valable d'architecture rationaliste fasciste de style monumental.

## Histoire
Le bâtiment a été construit pour abriter la poste centrale de Grosseto et conçu par l'architecte Angiolo Mazzoni,. Il a été inauguré le 13 novembre 1932 en présence du roi Victor-Emmanuel III.
La façade est décorée de la sculpture de la Maremme apprivoisée de Napoleone Martinuzzi (it) ; à l'intérieur se trouvent la statue en bronze de Saint Christophe, toujours de Martinuzzi, et le complexe en marbre de Carrare de La Mère, du sculpteur Domenico Ponzi (it),.